# دانشگاه چوئو
دانشگاه چوئو (به ژاپنی: 中央大学, Chūō Daigaku)، یک دانشگاه تحقیقاتی خصوصی در هاچی‌اوجی، توکیو، توکیو، ژاپن است. در سال ۱۸۸۵ با نام Igirisu Hōritsu Gakkō (دانشکده حقوق انگلیسی) افتتاح شد، چوئو یکی از قدیمی‌ترین و معتبرترین موسسات در کشور است.